# Масове вбивство у Політехнічній школі Монреаля
45°30′17″ пн. ш. 73°36′46″ зх. д. / 45.504722222222° пн. ш. 73.612777777778° зх. д.

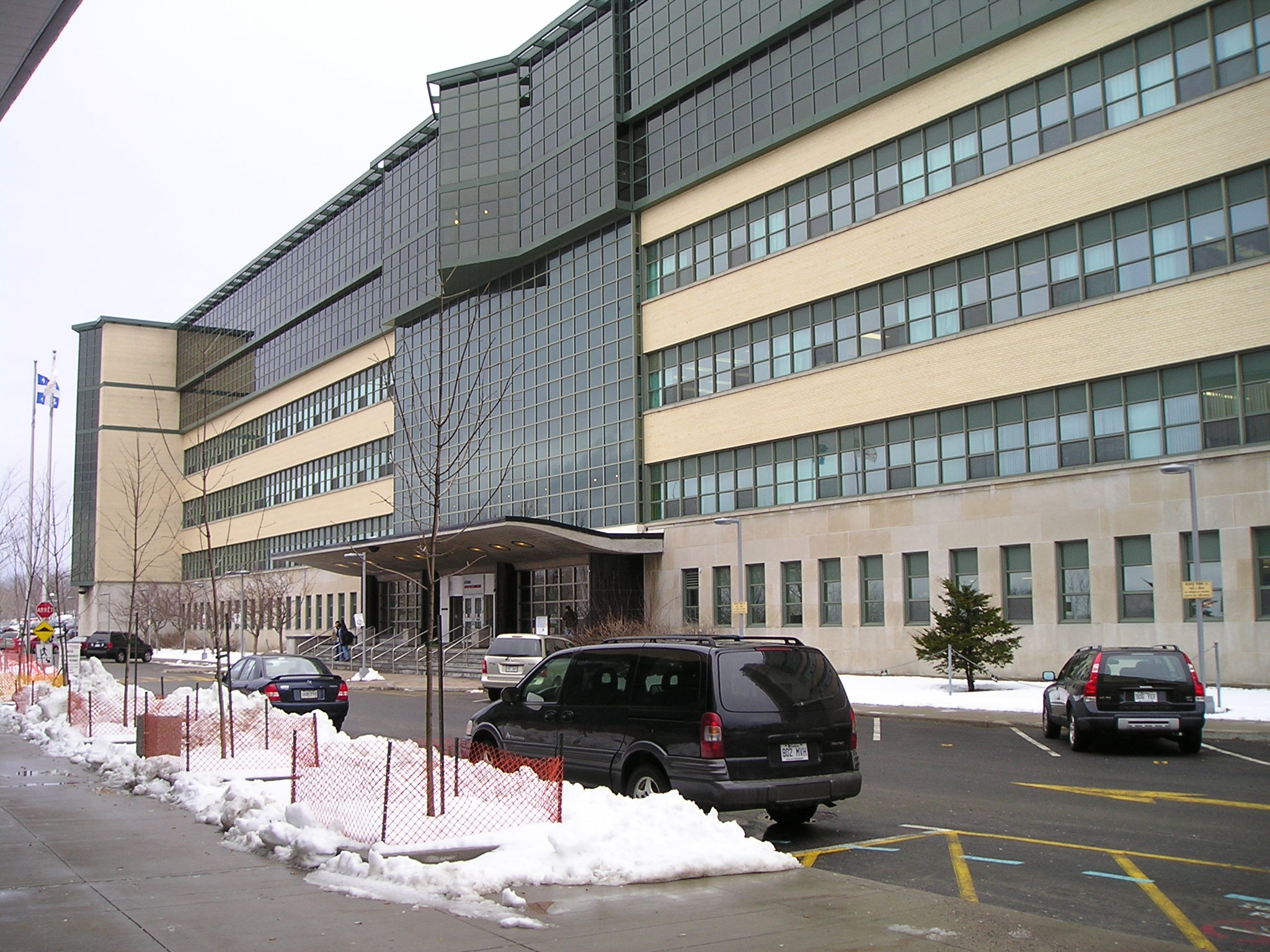
Зовнішній вигляд основного корпусу Політехнічної школи

Масове вбивство в Політехнічній школі Монреаля (англ. École Polytechnique massacre) — стрілянина в Політехнічній школі Монреаля 6 грудня 1989 року, під час якої злочинець Марк Лепін розстріляв 14 студенток та поранив 13 інших в ім'я «боротьби з фемінізмом». Розстріл жінок у Монреалі був над'яскравим епізодом феміциду на ґрунті мізогінії та мав великий резонанс у канадському суспільстві: він загострив увагу на проблемі насильства проти жінок та призвів до жорсткішого контролю над розповсюдженням вогнепальної зброї в Канаді. У пам'ять про напад у Канаді запроваджено Національний день пам'яті та боротьби з насильством проти жінок (День білої стрічки).

## Підґрунтя
З початком «тихої революції» у Квебеку в 1960-х роках жінки почали відігравати значимішу роль у житті суспільства. Велику роль у заохоченні жінок займатися нетрадиційними для них професіями відігравав рух фемінізму. У 1970-х та 1980-х роках багато жінок вступали у технічні виші Канади. Система заохочень для жінок у коледжах та університетах викликала незадоволення в незначної частини чоловіків, які вважали такі заходи позитивні дії. Саме до цієї категорії незадоволених належав 25-річний Марк Лепін, який звинувачував фемінізм і жінок у своїх життєвих негараздах та неможливості потрапити до Політехнічної школи Монреаля.

## Перебіг подій
Увечері 6 грудня 1989 року, у передостанній день занять перед різдвяними канікулами, Марк Лепін приніс до Політехнічної школи напівавтоматичну гвинтівку, з якою мав намір розправитися зі студентками, а також передсмертний лист, в якому звинувачував фемінізм та жінок у своїх життєвих негараздах. Стрілянину Лепін почав у коридорі, де загинула перша жертва. Далі він перейшов до аудиторії 303, в якій відвідували заняття студенти: 10 жінок і 48 чоловіків. Наголосивши, що він ненавидить фемінізм, Лепін зробив два постріли в стелю та наказав чоловікам вийти в коридор і почав розстрілювати студенток, які залишилися в аудиторії. Від куль загинуло шість жінок, решта отримали поранення різних ступенів тяжкості, але залишилися в живих.
Розправившись зі студентками в аудиторії 303, Лепін вийшов у коридор і почав полювати за студентами в інших аудиторіях та їдальні, де загинуло ще дві жінки. На третьому поверсі школи Лепін увірвався до аудиторії 311, де 26 студентів складали усні іспити, і відкрив стрілянину без розбору по всіх, хто ховався між партами. Стрілянина у школі тривала близько 20 хвилин, протягом цього часу Лепін застрелив загалом 14 жінок та поранив 13 інших студентів, серед них також чотирьох чоловіків. Після бійні в школі Марк Лепін наклав на себе руки.

## Наслідки
Стрілянина в Монреалі стала найбільшим масовим вбивством у Канаді і шокувала багатьох у країні та світі. Органи федеральної й місцевої влади в Канаді оголосили три дні жалоби, був приспущений прапор на будівлі парламенту Канади. Обставини злочину, який скоїв Лепін, та мотиви, які він пояснив у передсмертному листі, викликали жваве обговорення в канадському суспільстві, а саме загострили увагу на проблемі насильства проти жінок. У Монреалі та декількох інших містах Канади були споруджені меморіали жертвам трагедії. Щорічно 6 грудня відзначається Національний день запобігання насильству проти жінок, у багатьох навчальних закладах Канади проходять щорічні конференції та поминальні заходи. Після подій у Монреалі, у 1995 році, був прийнятий новий закон, який ввів жорсткіші правила щодо купівлі та розповсюдження вогнепальної зброї.